# Escuela Preparatoria de Lake Travis

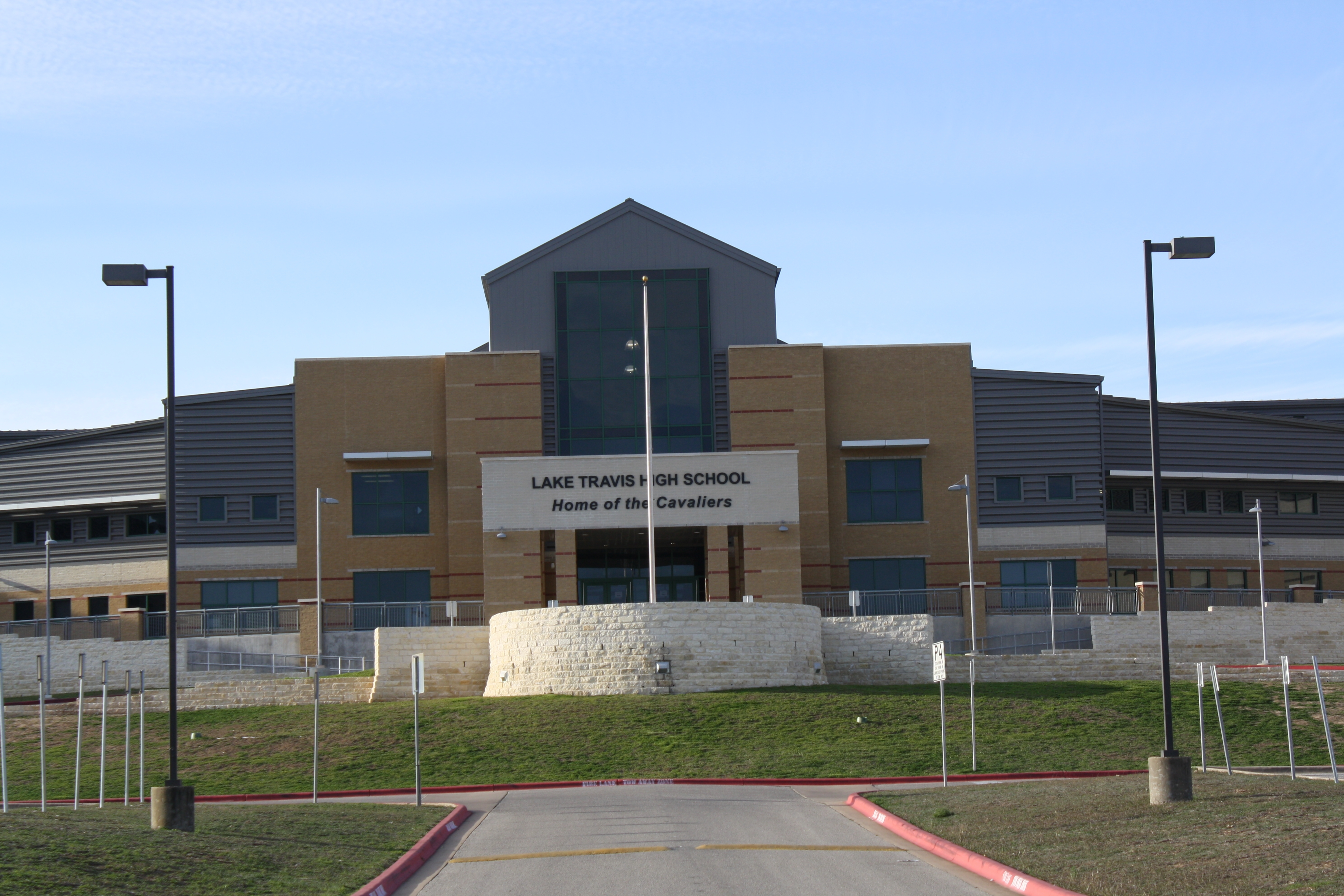
Lake Travis HS

La Escuela Preparatoria de Lake Travis (Lake Travis High School) está situado aproximadamente 20 millas al oeste de Austin, Texas y ha sido clasificada por Newsweek como una de las mejores preparatorias en los Estados Unidos. La preparatoria está acreditada por la Agencia de educación de Texas y calificó como una secundaria ejemplar. LTHS atiende a los estudiantes en los grados nueve al doce que viven en el condado de Travis en el suroeste y es parte del Distrito Escolar Independiente de Lake Travis (LTISD). LTHS y LTISD se establecieron en 1981 tras la separación del distrito escolar de Dripping Springs Independiente. La escuela secundaria actual fue construida en 1988. A Causa de mayor crecimiento en el área metropolitana de Austin, la escuela secundaria ha sufrido varios proyectos de expansión. Debido al aumento de la población estudiantil, LTHS fue reclasificado en 2012 como miembro de la Conferencia de 5A UIL . La 5A es la clasificación más grande para las escuelas secundarias de Texas con la inscripción generalmente en o por encima de 2000 estudiantes.
Lago Travis HS características distinguidos programas en atletismo y las Artes. La banda de Cavalier ha ganado numerosos premios y continúa teniendo éxito. El equipo de fútbol Cavalier ha ganado cinco campeonatos consecutivos de Estado; desde 2007-2011. El primer equipo de fútbol Texas en lograr esta hazaña. En 2010, el equipo de golf de varsity de chicos también fueron ganadores del Campeonato del Estado de 4A UIL. Ese mismo año, el equipo de voleibol de Lady Cav se convirtió en el primer equipo de chicas LTHS para ganar el campeonato estatal. En 2011, los Lady Cavs fueron clasificados como el equipo de voleibol de la escuela secundaria número uno en la nación. Terminaron con un récord de 50-0 y un segundo título consecutivo Estado. El equipo de animadoras también ha ganado honores nacionales. En 2008 ganaron el Campeonato Nacional de la Asociación Nacional de porristas (NCA). La orquesta, coro, discurso y debate y programas de Artes de teatro han ganado también eventos Universidad intercolegiado Liga con licencia.